# Сёгунат Камакура
Сёгуна́т Камакура (яп. 鎌倉幕府 камакура бакуфу) — японское военное правительство верховно-аристократического правления, существовавшее с 1192 по 1333 год. Главой правительства являлся сёгун. Первые трое, занимавшие эту должность, принадлежали к роду Минамото, следующие двое — к роду Фудзивара, остальные шестеро были несовершеннолетними принцами крови.
Усиление влияния воинов в регионе также способствовало к созданию этого сёгуната.
Эти годы известны как период Камакура, названный по имени города Камакура, где жили сёгуны Минамото.
После 1203 года члены рода Ходзё занимали должность сиккэна, правившего от имени сёгуна.
В 1333 году войска Асикаги Такаудзи и Нитты Ёсисады уничтожили сёгунат Минамото и власть Ходзё. Последний регент Ходзё Такатоки (1303—1333), следуя кодексу самурая, покончил жизнь самоубийством.

## История

### Создание
С 1180 по 1185 год между кланами Тайра и Минамото шла война Гэмпэй, которая была частью давнего ожесточённого соперничества за влияние на императора и его двор. Минамото-но Ёритомо разгромил клан Тайра, но в своей победе захватил власть у гражданской аристократии, политически низведя императора и его двор до символических фигур. В 1192 году Ёритомо и клан Минамото создали военное правительство в Камакуре.

### Регентство Ходзё
После смерти Ёритомо Ходзё Токимаса, глава клана вдовы Ёритомо, Ходзё Масако, и бывший опекун Ёритомо, присвоил титул регента сыну Ёритомо Минамото-но Ёрииэ, в конечном итоге сделав это право наследственным для клана Ходзё. В конце концов Токимаса сверг Ёрииэ, поддержал его младшего брата Минамото-но Санэтомо в качестве нового сёгуна и занял пост сиккэна. Клан Минамото оставался титульным сёгуном, а реальная власть принадлежала Ходзё. В 1219 году Санэтомо был убит своим племянником Куге. Поскольку Санэтомо умер бездетным, род сёгунов из клана Минамото закончился вместе с ним.
С регентством ситуация, которая и без того была необычной, стала ещё более аномальной, когда Ходзё узурпировал власть у тех, кто узурпировал её у императора, перейдя от императора Коко, который узурпировал её у детей императора Сэйвы. Тем не менее новый режим оказался достаточно стабильным, чтобы продержаться в общей сложности 135 лет, 9 сёгунов и 16 регентов.
После смерти Санэтомо в 1219 году его мать Ходзё Масако стала настоящим центром власти сёгуната. Пока она была жива, регенты и сёгуны приходили и уходили, а она оставалась у руля. Поскольку семья Ходзё не имела права выдвигать сёгуна из числа своих членов, Масако должна была найти подходящую марионетку. Проблема была решена выбором Кудзё Ёрицунэ, дальнего родственника Минамото, который будет четвёртым сёгуном и номинальным главой, в то время как Ходзё Ёситоки будет заниматься повседневными делами. Какими бы бессильными ни были будущие сёгуны, их всегда будут выбирать либо из Фудзивары, либо из императорского рода, чтобы сохранить чистоту родословной и придать законность правлению. Эта преемственность продолжалась более ста лет.
В 1221 году император Го-Тоба попытался вернуть себе власть в ходе так называемой войны Дзёкю, но попытка провалилась. Власть Ходзё оставалась неоспоримой до 1324 года, когда император Го-Дайго организовал заговор с целью их свержения, но заговор был раскрыт почти сразу и сорван.

### Монгольские вторжения
Монголы под предводительством Хубилая предприняли морские вторжения в 1274 и 1281 годах. За пятьдесят лет до этого сёгунат согласился на корейские требования, чтобы вокоу прекратили свои набеги. Эта оказалось хорошим решением для создания отношений сотрудничества между двумя государствами, поскольку корейцы, не имея сил для противостояния монгольской оккупационной армии, размещенной в их стране, передали в Японию много разведывательной информации о силах и планах монголов. Имея полученную от корейцев информацию, наряду с сообщениями от японских шпионов на Корейском полуострове, сёгунат хорошо представлял себе ситуацию в преддверии монгольского нашествия. Сёгунат с презрением отверг требования Хубилая подчиниться ему. Высадка монголов в 1274 году имела некоторый успех, однако им не удалось разгромить японских защитников, которые в любом случае значительно превосходили по численности объединённые силы монголов и корейских новобранцев в количестве 40 000 человек. Заметив надвигающийся шторм, корейские адмиралы посоветовали монголам вернуться на корабль, чтобы защитить флот от берега; однако тайфун был настолько разрушителен, что треть монгольских сил была уничтожена.
После того, как уцелевшие войска вернулись на монгольскую территорию, Хубилая не отговорили от его намерений поставить Японию под монгольский контроль, и он снова послал сообщение с требованием подчинения, что привело в ярость руководство Ходзё, которое приказало казнить гонцов. Японцы на монгольский ультиматум ответили решительными действиями по обороне - была возведена стена для защиты внутренних районов залива Хаката, были установлены оборонительные посты, составлены списки гарнизонов, регулярное пополнение внутренних провинций было перенаправлено на оборону западной части страны, также были построены корабли для преследования флота захватчиков, когда они появлялись.
Монголы вернулись в 1281 году с войском примерно в 50 000 монголо-корейско-китайских солдат и примерно 100 000 солдат-новобранцев из побеждённой Империи Сун в Южном Китае. Эти силы высадились на берег и сражались с японцами в течение примерно семи недель в нескольких местах на Кюсю, но защитники держались, и монголы не продвинулись ни на шаг. Снова надвигался тайфун, и корейцы и китайцы вновь погрузили объединённые силы монгольского вторжения в попытке справиться со штормом в открытом море. По меньшей мере треть монгольских войск была уничтожена, и, возможно, половина мобилизованных сил Сун на юге в течение двух дней с 15 по 16 августа. Тысячи вторгшихся войск не смогли вовремя высадиться и были убиты самураями. Такие потери в людях, материальном обеспечении и истощение корейского государства в снабжении двух вторжений положили конец попыткам монголов завоевать Японию. «Божественному ветру», или камикадзе, приписывали спасение Японии от иностранного вторжения.
В течение следующих двух десятилетий сёгунат Камакура держал дозор на случай, если монголы предпримут ещё одно вторжение. Однако нагрузка на вооружённые силы и финансовые расходы значительно ослабили режим. Кроме того, оборонительная война не оставила никаких завоеваний для распределения между воинами, которые сражались в ней, что привело к недовольству. Строительство оборонительных стен добавляло дополнительных расходов напряжённому режиму.

### Упадок и падение
В 1331 году император Го-Дайго поднял оружие против Камакуры, но был разбит Асикагой Такаудзи Камакуры и сослан на остров Оки, в сегодняшнюю префектуру Симанэ. Затем военачальник пришёл на помощь изгнанному императору, и в ответ Ходзё снова послал войска под командованием Такаудзи атаковать Киото. Однако, оказавшись там, Такаудзи решил сменить сторону и поддержать Дайго. В то же время другой военачальник, верный императору, Нитта Ёсисада, напал на Камакуру и захватил её. Около 870 самураев Ходзё, включая последних трёх регентов, покончили с собой в своём семейном храме Тосё-дзи, руины которого были найдены в Омати.

## Список сёгунов
|   | Имя по-русски        | Имя по-японски | Годы жизни | Годы правления |
| - | -------------------- | -------------- | ---------- | -------------- |
| 1 | Минамото-но Ёритомо  | 源頼朝         | 1147—1199  | 1192—1199      |
| 2 | Минамото-но Ёрииэ    | 源頼家         | 1182—1204  | 1202—1203      |
| 3 | Минамото-но Санэтомо | 源実朝         | 1192—1219  | 1203—1219      |
| 4 | Фудзивара-но Ёрицунэ | 藤原頼経       | 1218—1256  | 1226—1244      |
| 5 | Фудзивара-но Ёрицугу | 藤原頼嗣       | 1239—1256  | 1244—1252      |
| 6 | Мунэтака-синно       | 宗尊親王       | 1242—1274  | 1252—1266      |
| 7 | Корэясу-синно        | 惟康親王       | 1264—1326  | 1266—1289      |
| 8 | Хисаакира-синно      | 久明親王       | 1276—1328  | 1289—1308      |
| 9 | Морикуни-синно       | 守邦親王       | 1301—1333  | 1308—1333      |